# Tata Tiago
La Tata Tiago est une citadine fabriquée par Tata Motors en Inde depuis 2016. Elle est dérivée du projet Tata Kite.
La Tiago avait été annoncé comme la Tata Zica, abréviation de "zippy car", mais le nom a été changé car cela coïncidait avec celui du virus Zika. Tiago, un prénom masculin portugais courant, a été choisi parmi les suggestions sollicitées en ligne.

## Histoire

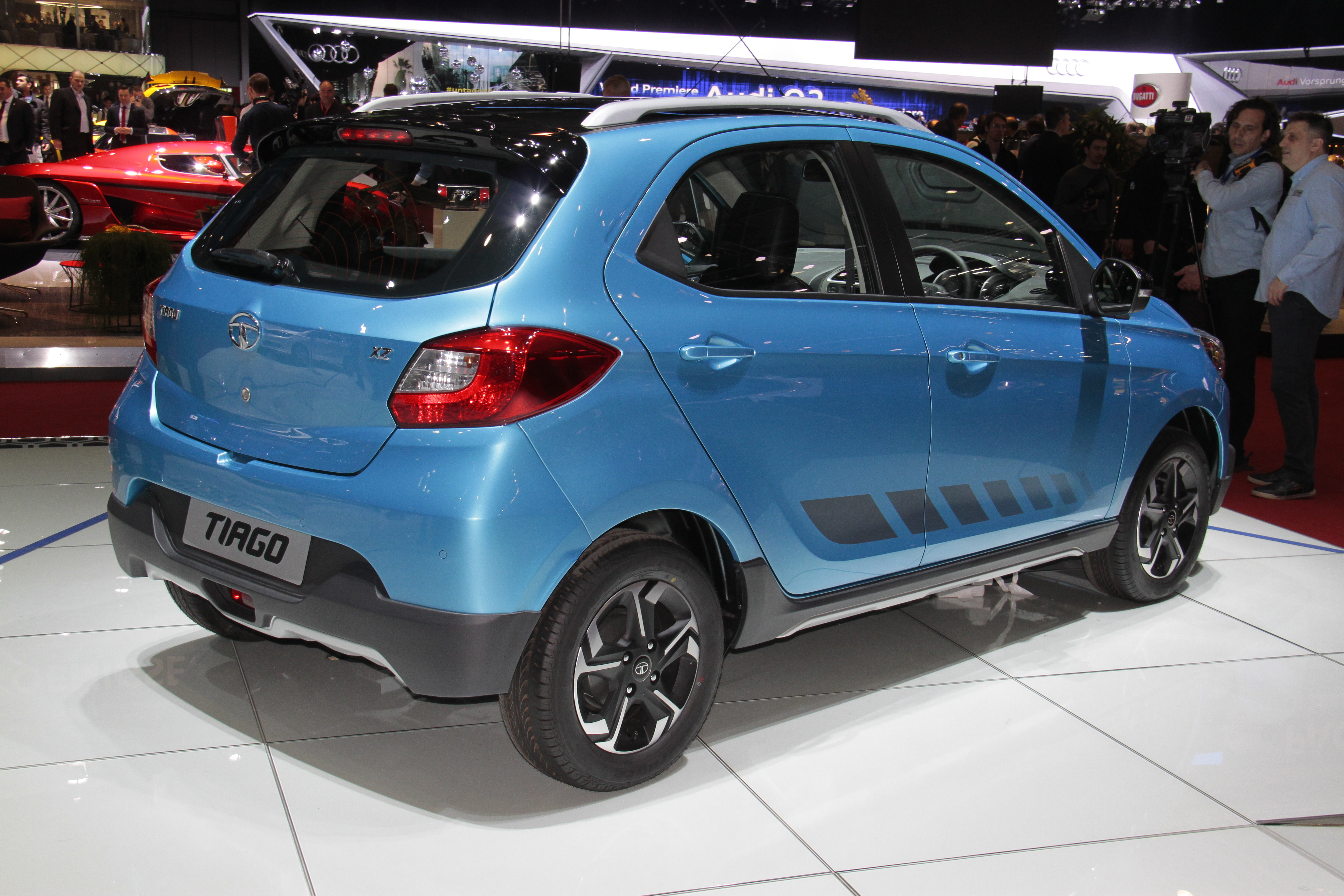
Tata Tiago, vue arrière.

La Tata Tiago est née en tant que successeure de la Tata Bolt.
La plate-forme de base est la Tata X1 qui a également été adopté des précédentes Indica et Bolt, mais a été fortement modifiée et raccourcie car Tata Motors voulait réduire son prix ainsi que les coûts de production. De plus, les moteurs étaient tous neufs et les anciennes unités de Fiat 1.2 FIRE et 1.3 Multijet adoptées par les modèles précédents ont été abandonnées. Avec la Tiago, Tata fait ses débuts avec les moteurs trois cylindres Revotron et Revotorq conçus avec l'Autrichien AVL,,.
La Tiago mesure 3,75 mètres de long, plus courte que l'ancienne Tata Bolt. Depuis la Tiago a également été développée une variante de berline appelée Tata Tigor.
En septembre 2018, Tata Motors a lancé la Tiago NRG sur le marché indien, de type crossover avec des protections en plastique brut surélevées de 10 mm pour les pare-chocs et les seuils, des jantes en alliage bicolore et un pare-chocs arrière.

### Version JTP
En octobre 2018, Tata a lancé la Tiago JTP, une version sportive de la Tiago avec un moteur Revotron Turbo de 1,2 litre,. Selon Tata, la voiture peut accélérer de 0 à 100 km/h en moins de 10 secondes. Il y a également des changements de conception qui incluent une calandre révisée, un nouveau pare-chocs à l'avant et un tuyau d'échappement double à l'arrière.

### Lifting (2020)
Le lifting de la Tata Tiago a été dévoilé aux côtés du Tigor en 2020.

## Sécurité

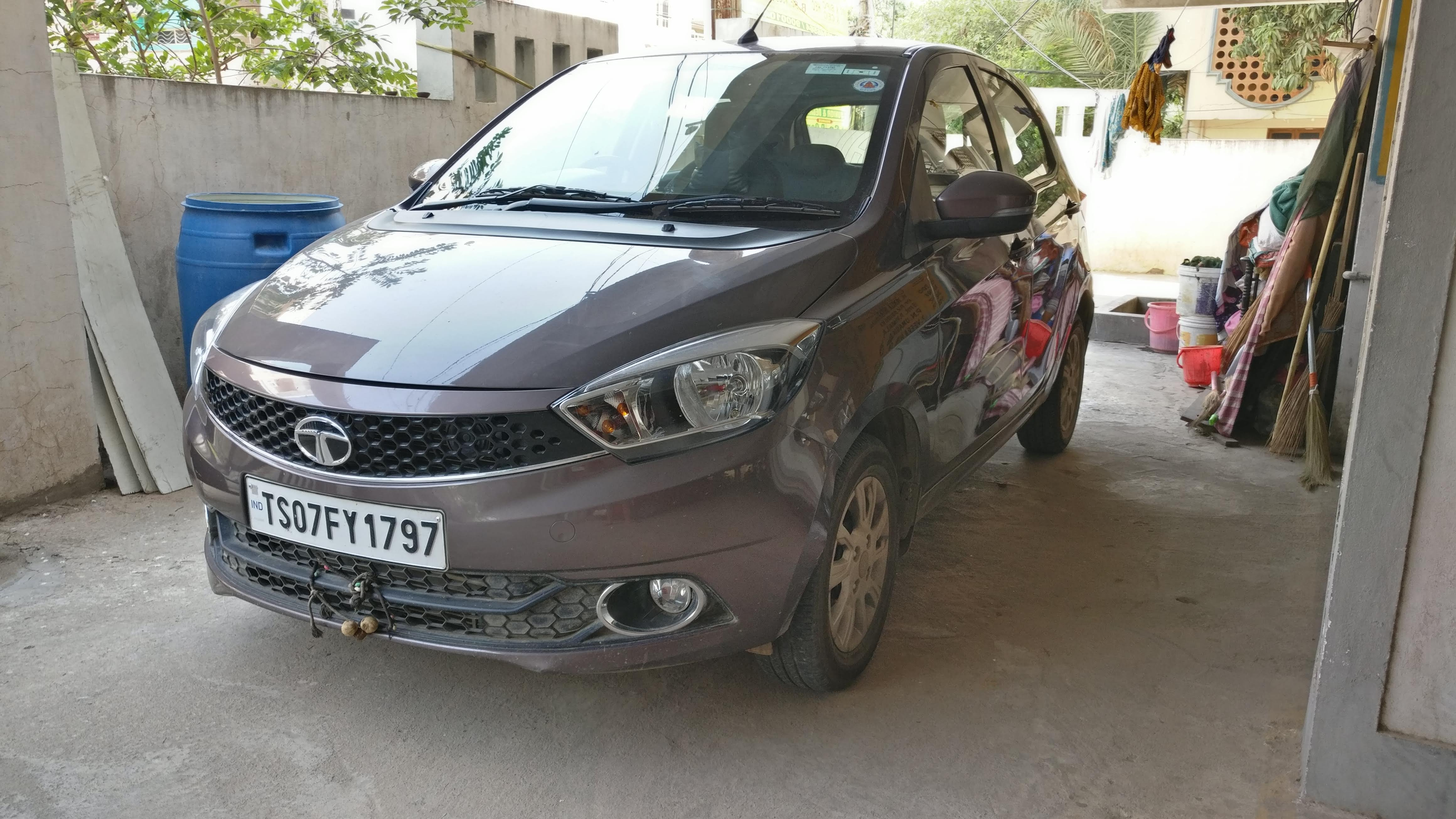
Tata Tiago

En 2020, le crash de la Tigor/Tiago testé dans le Global NCAP a obtenu quatre étoiles pour la protection des occupants adultes et trois étoiles pour la protection des enfants occupants. La Tiago/Tigor propose en série des coussins gonflables de sécurité (« airbag ») doubles dans toutes les variantes. Cependant, l'intégrité de la carrosserie et la surface du plancher ont été considérées comme instables. La Tigor/Tiago n'offre pas de ceinture trois points dans toutes les places assises et n'ont pas d'ancrages ISOFIX. La voiture n'offre pas la possibilité de déconnecter l'airbag passager au cas où un CRS dos à la route doit être installé sur le siège passager avant, elle a obtenu un maximum de 12,52 points sur une échelle de 17 pour la sécurité des occupants adultes et de 34,15 points sur une échelle de 49 pour la sécurité des enfants occupants.